# Kawaguchi Kiyotake
Kawaguchi Kiyotake (川口 清健 Xuyên Khẩu Thanh Kiện,  3 tháng 12 năm 1892 – 16 tháng 5 năm 1961) là một vị tướng của Lục quân Đế quốc Nhật Bản trong Chiến tranh thế giới thứ hai.

## Tiểu sử
Kawaguchi sinh ra tại tỉnh Kōchi, tốt nghiệp khóa 26 Trường Sĩ quan Lục quân năm 1914 và khóa 34 Đại học Lục quân năm 1922. Trong thập niên 20 và 30, ông lần lượt nắm giữ nhiều vị trí trong ban tham mưu của Phương diện quân Bắc Trung Hoa và tại Nhật Bản, trước khi được phong quân hàm Thiếu tướng năm 1940.
Năm 1940, Kawaguchi được bổ nhiệm làm chỉ huy trưởng Lữ đoàn Bộ binh 35. Lữ đoàn này đặt dưới sự chỉ huy trực tiếp của Nam Phương quân và được thành lập bởi các đơn vị rút ra từ Sư đoàn 18. Lữ đoàn của Kawaguchi đã tham gia các cuộc đổ bộ đánh chiếm Borneo thuộc Anh vào tháng 12 năm 1941 và tháng 1 năm 1942 tại Miri, Kuching, Brunei, Jesselton, Beaufort, đảo Labuan và Sandakan. Sau đó khi Nhật Bản tấn công Philippines, lữ đoàn đã tham gia đổ bộ lên Cebu tháng 3 năm 1942 và Mindanao một tháng sau đó. Sau khi đánh chiếm Philippines thành công, Kawaguchi đã phản đối một cách mạnh mẽ việc hành quyết các quan chức cấp cao, trong đó có thẩm phán Tòa án tối cao của Philippines vì giết đối thủ đã bị đánh bại một cách tàn nhẫn là hành động đi ngược lại tinh thần võ sĩ đạo Nhật Bản. Sự chống đối này của Kawaguchi đã khiến ông bị đại tá Tsuji Masanobu thuộc phe quân phiệt cực đoan quá khích không ưa và ông này tìm mọi cách để đưa Kawaguchi đến những khu vực chiến trận ác liệt mà từ đó không có khả năng quay về.
Kawaguchi và Lữ đoàn 35 của mình cùng với một số đơn vị khác hỗ trợ đã đổ bộ lên đảo Guadalcanal vào tháng 8 và tháng 9 năm 1942 trong nỗ lực tăng viện để tái chiếm lại sân bay trên đảo từ quân Đồng Minh. Tuy nhiên, do phán đoán sai quân số của đối phương (Kawaguchi cho rằng chỉ có 2.000 lính Thủy quân lục chiến Hoa Kỳ nhưng thực tế là hơn 11.000), trong trận chiến đồi Edson diễn ra từ ngày 12 đến ngày 14 tháng 9 năm 1942, 6.000 quân Nhật dưới quyền chỉ huy của Kawaguchi nhiều lần tấn công trực diện vào phòng tuyến Mỹ đã bị đánh bại hoàn toàn với tổn thất nặng nề. Trong nỗ lực tấn công sau cùng của quân Nhật tại Guadalcanal, Kawaguchi được Trung tướng Maruyama Masao giao chỉ huy một cánh quân tấn công nhưng ông đã bị cách chức sau đó và bị đưa về Nhật Bản do thay đổi kế hoạch tấn công ban đầu.

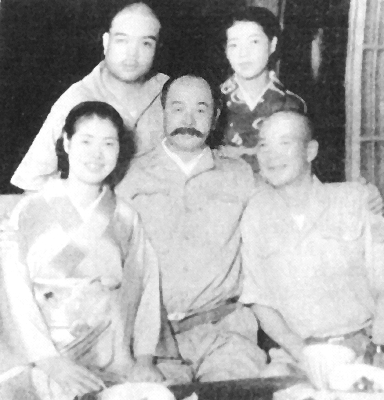
Thiếu tướng Kawaguchi Kiyotake (ngồi giữa) với những người bạn trong một tấm ảnh không rõ ngày.

Kawaguchi đã bị đưa vào danh sách quân nhân dự bị vào năm 1943. Sau khi hồi phục sau một cơn bệnh kéo dài, ông được giao chỉ huy công việc phòng thủ đảo Tsushima vào tháng 3 năm 1945.
Sau khi chiến tranh kết thúc, Kawaguchi bị Bộ Chỉ huy tối cao lực lượng Đồng Minh (SCAP) bắt giữ và kết tội là tội phạm chiến tranh. Mặc dù đã chống đối những chính sách tàn ác của Đại tá Tsuji trước đó, ông vẫn bị giam cầm tại nhà tù Sugamo suốt từ năm 1946 đến năm 1953.
Kawaguchi mất tại Nhật Bản năm 1961.

## Sách tham khảo
- Frank, Richard (1990). Guadalcanal: The Definitive Account of the Landmark Battle. New York: Random House. ISBN 0-394-58875-4.
- Fuller, Richard (1992). Shokan: Hirohito's Samurai. London: Arms and Armour Press. ISBN 1-85409-151-4.
- Harries, Meirion (1994). Soldiers of the Sun: The Rise and Fall of the Imperial Japanese Army. Susie Harries. New York: Random House. ISBN 0-679-75303-6.
- Hayashi, Saburo (1959). Kogun: The Japanese Army in the Pacific War. Marine Corps. Association. ASIN B000ID3YRK.
- Smith, Michael T. (2000). Bloody Ridge: The Battle That Saved Guadalcanal. New York: Pocket. ISBN 0-7434-6321-8.